# Thuma (Gemeinde Karlstein an der Thaya)
Thuma ist eine Ortschaft und eine Katastralgemeinde der Marktgemeinde Karlstein an der Thaya im Bezirk Waidhofen an der Thaya in Niederösterreich mit 130 Einwohnern (Stand 1. Jänner 2024).

## Geografie
Das nordöstlich von Karlstein liegende Dorf befindet sich an der Ostflanke des Jasweinberges (577 m ü. A.) und wird von der Landesstraße L59 erschlossen. Der Ort entwässert über den Mudlbach in die Thaya. Zur Ortschaft zählt auch die Lage Meierhofhäuser, ein ehemaliger Gutshof. Am 1. April 2020 umfasste die Ortschaft 85 Adressen.

## Geschichte
Im Jahr 1822 wurde der Ort als Dorf mit 51 Häusern genannt, das nach Obergrünbach eingepfarrt war, wohin auch die Kinder eingeschult wurden. Die Herrschaft Karlstein besaß die Ortsobrigkeit und besorgte die Konskription. Die Landgerichtsbarkeit wurde von der Herrschaft Drosendorf ausgeübt und die Untertanen und Grundholde des Ortes gehörten den Herrschaften Karlstein und Raabs sowie der Pfarre Obergrünbach.
Laut Adressbuch von Österreich waren im Jahr 1938 in der Ortsgemeinde Thuma ein Bäcker, zwei Gastwirte, ein Gemischtwarenhändler, ein Maler, ein Schmied, zwei Schneider, zwei Schuster, ein Wagner und mehrere Landwirte ansässig. Im Zuge der Niederösterreichischen Kommunalstrukturverbesserung trat die damalige Ortsgemeinde Thuma per 1. Jänner 1971 der Marktgemeinde Karlstein an der Thaya bei.

## Siedlungsentwicklung
Zum Jahreswechsel 1979/1980 befanden sich in der Katastralgemeinde Thuma insgesamt 109 Bauflächen mit 39.445 m² und 104 Gärten auf 56.421 m², 1989/1990 gab es 111 Bauflächen. 1999/2000 war die Zahl der Bauflächen auf 183 angewachsen und 2009/2010 bestanden 125 Gebäude auf 229 Bauflächen.

## Bodennutzung
Die Katastralgemeinde ist landwirtschaftlich geprägt. 413 Hektar wurden zum Jahreswechsel 1979/1980 landwirtschaftlich genutzt und 246 Hektar waren forstwirtschaftlich geführte Waldflächen. 1999/2000 wurde auf 417 Hektar Landwirtschaft betrieben und 243 Hektar waren als forstwirtschaftlich genutzte Flächen ausgewiesen. Ende 2018 waren 408 Hektar als landwirtschaftliche Flächen genutzt und Forstwirtschaft wurde auf 244 Hektar betrieben. Die durchschnittliche Bodenklimazahl von Thuma beträgt 37,7 (Stand 2010).

## Söhne und Töchter des Ortes
- Johann Holetschek (1846–1923), Astronom
- Johannes Döller (1868–1928), römisch-katholischer Theologe und Hochschullehrer